# Diestota
Diestota är ett släkte av skalbaggar. Diestota ingår i familjen kortvingar.

## Dottertaxa tillDiestota, i alfabetisk ordning[1]
- Diestota aberrans
- Diestota ambigua
- Diestota angustifrons
- Diestota angustula
- Diestota athetiformis
- Diestota carinata
- Diestota clavicornis
- Diestota crassicornis
- Diestota currax
- Diestota frontalis
- Diestota funebris
- Diestota incognita
- Diestota kauaiensis
- Diestota lanaiensis
- Diestota latifrons
- Diestota latiuscula
- Diestota lurida
- Diestota mauiensis
- Diestota molokaiensis
- Diestota montana
- Diestota occidentalis
- Diestota palpalis
- Diestota parva
- Diestota plana
- Diestota puncticeps
- Diestota robusta
- Diestota rufescens
- Diestota rufipennis
- Diestota sculpturata
- Diestota sordida
- Diestota subplagiata
- Diestota testacea
- Diestota trogophleoides